# Idaea fuscicosta
Idaea fuscicosta är en fjärilsart som beskrevs av W. Warren 1901. Idaea fuscicosta ingår i släktet Idaea och familjen mätare. Inga underarter finns listade i Catalogue of Life.